# Jeskyně Azich
Jeskyně Azich (ázerbájdžánsky: Azıx mağarası) je systém šesti jeskyní v Ázerbájdžánu, proslulý svými antropologickými nálezy. Leží blízko obce Azich v Chodžavendském rajónu. Zde nalezené pozůstatky neandrtálců jsou staré asi 300 tisíc let. Pocházejí ze středního paleolitu. Jeskyně byly objeveny až v roce 1960, výpravou Ázerbájdžánské národní akademie věd vedenou Mammadali Husejnovem. Hlavní objev, dolní čelist neandrtálské lebky ("azichantrop"), byl učiněn roku 1968 stejným týmem. Pozdější nálezy z nejhlubších vrstev byly datovány do acheuléenu (tedy 730 000-1 800 000 let staré) a velmi se podobají oldovanským. Vykopávky byly obnoveny v polovině 90. let. V roce 2002 mezinárodní výzkumný tým vedený Taniou Kingovou z Durhamské univerzity objevil četné fosilie pravěké fauny (zejm. pozůstatky medvědů z pleistocénu) a kamenné nástroje. Další výzkum z roku 2009 potvrdil, že jeskyně zachovala pozůstatky prvních skupin pračlověka v Eurasii. S použitím izotopů uranu bylo stáří jeskyně a nejstarších ložisek hominidů odhadnuto na 1,19 ± 0,08 milionu let.